# ترين كوت
ترين کوت (تلفظ أحيانا بتري) هي عاصمة ولاية أروزكان وسط أفغانستان. ترينکوت ذات مناخ شديد الحرارة فی الصيف ومعتدل فی الشتاء. يتحدث معظم سکانها لغة البشتو. يتواجد بترينکوت فريق بناء إقليمي تديره قوات أمريکية.

## المناخ
يظهر الجدول التالي التغييرات المناخية على مدار السنة لترين كوت:
| البيانات المناخية لـترين كوت      | البيانات المناخية لـترين كوت | البيانات المناخية لـترين كوت | البيانات المناخية لـترين كوت | البيانات المناخية لـترين كوت | البيانات المناخية لـترين كوت | البيانات المناخية لـترين كوت | البيانات المناخية لـترين كوت | البيانات المناخية لـترين كوت | البيانات المناخية لـترين كوت | البيانات المناخية لـترين كوت | البيانات المناخية لـترين كوت | البيانات المناخية لـترين كوت | البيانات المناخية لـترين كوت |
| الشهر                             | يناير                        | فبراير                       | مارس                         | أبريل                        | مايو                         | يونيو                        | يوليو                        | أغسطس                        | سبتمبر                       | أكتوبر                       | نوفمبر                       | ديسمبر                       | المعدل السنوي                |
| --------------------------------- | ---------------------------- | ---------------------------- | ---------------------------- | ---------------------------- | ---------------------------- | ---------------------------- | ---------------------------- | ---------------------------- | ---------------------------- | ---------------------------- | ---------------------------- | ---------------------------- | ---------------------------- |
| الدرجة القصوى °م (°ف)             | 18.3 (64.9)                  | 21.7 (71.1)                  | 29.5 (85.1)                  | 39.3 (102.7)                 | 38.5 (101.3)                 | 44.5 (112.1)                 | 43.0 (109.4)                 | 42.8 (109.0)                 | 37.9 (100.2)                 | 36.6 (97.9)                  | 28.4 (83.1)                  | 21.6 (70.9)                  | 44.5 (112.1)                 |
| متوسط درجة الحرارة الكبرى °م (°ف) | 9.3 (48.7)                   | 11.1 (52.0)                  | 17.4 (63.3)                  | 26.0 (78.8)                  | 31.3 (88.3)                  | 36.8 (98.2)                  | 38.4 (101.1)                 | 37.4 (99.3)                  | 32.9 (91.2)                  | 26.5 (79.7)                  | 18.4 (65.1)                  | 12.8 (55.0)                  | 24.9 (76.7)                  |
| المتوسط اليومي °م (°ف)            | 3.3 (37.9)                   | 4.9 (40.8)                   | 10.8 (51.4)                  | 17.4 (63.3)                  | 22.4 (72.3)                  | 28.0 (82.4)                  | 29.7 (85.5)                  | 27.7 (81.9)                  | 22.8 (73.0)                  | 16.1 (61.0)                  | 9.0 (48.2)                   | 5.2 (41.4)                   | 16.4 (61.6)                  |
| متوسط درجة الحرارة الصغرى °م (°ف) | −2.4 (27.7)                  | −1.0 (30.2)                  | 3.8 (38.8)                   | 9.0 (48.2)                   | 12.7 (54.9)                  | 16.8 (62.2)                  | 18.6 (65.5)                  | 17.0 (62.6)                  | 10.9 (51.6)                  | 5.6 (42.1)                   | 0.7 (33.3)                   | −1.6 (29.1)                  | 7.5 (45.5)                   |
| أدنى درجة حرارة °م (°ف)           | −20 (−4)                     | −11.9 (10.6)                 | −7.9 (17.8)                  | 0.9 (33.6)                   | 4.0 (39.2)                   | 7.0 (44.6)                   | 9.0 (48.2)                   | 5.6 (42.1)                   | 0.5 (32.9)                   | −3.8 (25.2)                  | −11.1 (12.0)                 | −15.8 (3.6)                  | −20 (−4)                     |
| الهطول مم (إنش)                   | 48.9 (1.93)                  | 61.7 (2.43)                  | 62.2 (2.45)                  | 18.3 (0.72)                  | 8.0 (0.31)                   | 0.0 (0.0)                    | 1.4 (0.06)                   | 0.0 (0.0)                    | 0.0 (0.0)                    | 4.8 (0.19)                   | 12.6 (0.50)                  | 30.3 (1.19)                  | 248.2 (9.78)                 |
| متوسط الأيام الممطرة              | 7                            | 7                            | 9                            | 5                            | 2                            | 0                            | 0                            | 0                            | 0                            | 1                            | 2                            | 5                            | 38                           |
| متوسط الأيام المثلجة              | 2                            | 1                            | 0                            | 0                            | 0                            | 0                            | 0                            | 0                            | 0                            | 0                            | 0                            | 0                            | 3                            |
| متوسط الرطوبة النسبية (%)         | 60                           | 58                           | 53                           | 44                           | 35                           | 25                           | 26                           | 29                           | 28                           | 33                           | 40                           | 56                           | 41                           |
| ساعات سطوع الشمس الشهرية          | 194.4                        | 167.2                        | 219.1                        | 260.8                        | 341.1                        | 378.3                        | 359.5                        | 349.3                        | 327.2                        | 288.1                        | 260.9                        | 200.4                        | 3٬346٫3                      |
| المصدر: NOAA (1972-1982)          |                              |                              |                              |                              |                              |                              |                              |                              |                              |                              |                              |                              |                              |